# Guarnerius « Il Cannone » (violon)
Le Guarnerius Il Cannone est un violon fabriqué en 1743 par le luthier italien Giuseppe Antonio Guarneri dit del Gesù, de Crémone. Cet instrument est célèbre pour avoir appartenu au violoniste virtuose Niccolò Paganini et produire un son exceptionnel.

## Appellations et origine du nom
L'appellation « Il Cannone » (« Le canon » en italien) de ce violon trouve son origine dans la puissance du son que cet instrument peut produire,. Le Guarnerius doit cette comparaison et l'origine de son nom à l'un de ses propriétaires : le virtuose italien Niccolò Paganini (1782-1840). Ce dernier parvenait en effet à mettre en lumière la puissance et la résonance exceptionnelles de l'instrument.
La première mention de cette appellation « Il Cannone » de la part de Niccolò Paganini se trouve dans une lettre datée du 16 juillet 1833,.
Le Guarnerius Il Cannone est occasionnellement appelé Il Cannone del Gesù, soit l'association de son surnom avec celui de son facteur. Son nom peut également être traduit dans une langue autre que l'italien, par exemple Cannon en anglais.

## Description

### Authenticité
Le Guarnerius Il Cannone a été fabriqué en 1743. En se basant sur l'étiquette du violon, où le dernier chiffre est difficilement lisible, certaines sources évoquent une date de fabrication en 1742. Toutefois, des analyses de l'étiquette à l'aide d'une lumière ultraviolette confirment que le chiffre « 3 » est l'inscription réelle.

### Caractéristiques
Dans sa conception, le Guarnerius Il Cannone est un jalon entre les violons de la période baroque et les violons modernes. Certaines caractéristiques le distinguent en effet de ces derniers telles que les dimensions de la caisse de résonance — à la fois plus petite mais plus épaisse — ou la courbure de la touche.
La longueur du fond de l'instrument est de 35,4 centimètres. La distance entre le haut de la table d'harmonie et le chevalet est de 19,75 centimètres, ce qui est plus long que sur la plupart des autres instruments fabriqués par Guarneri del Gesù,. Les cordes vibrent sur une longueur de 33 centimètres (entre le sillet et le chevalet), ce qui est légèrement supérieur aux autres violons.
Au niveau de la largeur du violon, elle est de 16,8 centimètres au niveau du tiers supérieur, 11,1 centimètres au centre et 20,7 centimètres pour le tiers inférieur.
Le fond du violon est constitué de deux pièces de bois. Par ailleurs, l'épaisseur du fond est importante, de l'ordre de 6,2 millimètres au maximum, et globalement constante sur toute cette partie. A l'opposé, l'épaisseur de la table d'harmonie est de 3,4 millimètres au niveau du centre de l'instrument et décroît aux alentours de 3 millimètres. Pour le luthier Alberto Giordano, ces épaisseurs et leurs différentes variations s'expliquent par la conception en arche de la caisse de résonance d'Il Cannone ainsi que les innovations tentées par Guarneri del Gesù par rapport à des instruments antérieurs.
Le vernis d'Il Cannone est de couleur rouge.

### Jouabilité
Le Guarnerius Il Cannone est généralement décrit par certains musiciens comme difficile à jouer. Le luthier conservateur de l'instrument, Bruce Carlson, explique cette opinion par les dimensions peu standards de l'instrument (ex : longueur entre le haut de la table d'harmonie et le chevalet ou longueur de corde en vibration plus importantes). Les violonistes doivent donc s'habituer à ces différences. Toutefois, un soliste comme Vadim Repin mentionne que pour certaines positions (notamment les positions pour les notes hautes), ces dimensions peuvent apporter du confort au musicien puisqu'il dispose d'un espace un peu plus grand pour poser ses doigts.

### Luthiers responsables du violon
- Guarneri del Gesù (fabrication)[Cozio 2]
- Jean-Baptiste Vuillaume[6]
- Bruce Carlson[5]

## Histoire

### Fabrication du violon
L'instrument a été créé en 1743 par le luthier Antonio Guarneri, dit del Gesù.

### Acquisition et propriété de Niccolò Paganini
Aux alentours de l'année 1800, le violoniste virtuose Niccolò Paganini entre en possession de l'instrument.
L'histoire la plus répandue au sujet de cette acquisition évoque le don du violon par un négociant français, M. Livron,. Un soir de concert, Niccolò Paganini ne disposait d'aucun de ses violons. Un négociant français, M. Livron, lui aurait alors prêté son instrument, un violon Guarnerius. Après le concert, M. Livron aurait refusé de reprendre son instrument et l'aurait offert au soliste italien.
Toutefois, le musicologue anglais Nicholas Sackman émet des réserves quant à cette histoire. Il indique par exemple que l'identité du donateur en la personne de M. Livron n'est pas pleinement attestée. Des documents issus de la correspondance de Niccolò Paganini évoque ainsi l'officier Domenico Pino ou le peintre Antonio Pasini.
Niccolò Paganini a conservé et joué toute sa vie avec le Guarnerius Il Cannone. En cas de réparation, l'instrument était confié à l'atelier de Jean-Baptiste Vuillaume (1798-1875) à Paris. Paganini insistait pour rester présent lors de l'intervention. Au cours d'une réparation, Jean-Baptiste Vuillaume a réalisé une copie du violon.

### Propriété de la ville de Gênes
Niccolò Paganini a légué Il Cannone à sa ville natale de Gênes après sa mort. L'instrument y est conservé à l'hôtel de Ville depuis 1851.
À partir de l'année 2000, le luthier Bruce Carlson est nommé conservateur de l'instrument par la ville de Gênes.
Afin de maintenir les qualités musicales de l'instrument, le violon est sorti de sa vitrine tous les mois pour être joué. Il Cannone est par ailleurs utilisé lors d'occasions particulières ou pour des concerts et enregistrements musicaux. Le violon a par exemple été exposé en 2006 à la Royal Academy of Music de Londres puis utilisé lors d'un festival consacré à Paganini.
En mars 2024, il est scanné au Synchrotron de Grenoble selon la technique de la micro-tomographie à rayons X avec un double objectif : détecter d'éventuels défauts afin d'optimiser sa conservation, et obtenir des informations pouvant expliquer sa qualité sonore.

## Utilisations musicales d'Il Cannone
Le Guarnerius Il Cannone est joué par le lauréat du Premio Paganini, concours annuel ou bisannuel pour jeunes violonistes.
Par ailleurs, Il Cannone est prêté à des musiciens pour des concerts ou des enregistrements. Ainsi, le violoniste israëlien Shlomo Mintz a donné un concert avec cet instrument et l'Orchestre symphonique du Limbourg des Pays-Bas en 1997. En 1999, Eugene Fodor a joué avec Il Cannone lors d'un concert à San Francisco,. Le violon a été joué à plusieurs reprises aux États-Unis, notamment à New York, par la violoniste de jazz Regina Carter dans le cadre de concerts ou d'enregistrement. En février 2006, Il Cannone a été exposé à la Royal Academy of Music (Londres). À cette occasion, il a également été joué lors d'un festival en l'honneur de Paganini.

## Propriétaires
Les propriétaires et musiciens attestés sont les suivants, :
| Année d'acquisition      | Année de cession         | Propriétaire attesté | Propriétaire spéculatif |
| ------------------------ | ------------------------ | -------------------- | ----------------------- |
|                          | 1799 (alentours de 1800) |                      | M. Livron               |
| 1799 (alentours de 1800) | 1840                     | Niccolò Paganini     |                         |
| 1851                     | aujourd'hui              | Ville de Gênes       |                         |

## Copie de Jean-Baptiste Vuillaume
En 1833, le luthier Jean-Baptiste Vuillaume a réalisé une réplique exacte de l'instrument.
L'apparence des deux instruments aurait été si grande que Paganini peinait à distinguer l'original de la copie : seules quelques subtiles nuances dans la sonorité permettaient de différencier les deux instruments.
Paganini céda cette copie à Camillo Sivori, l'un de ses rares disciples.

## Discographie

### Enregistrement en l'honneur d'Il Cannone
- Il Cannone : Francesca Dego joue le violon de Paganini - Francesca Dego, violon ; Francesca Leonardi, piano (Gênes, Palazzo Tursi, 4-6 novembre 2019, Chandos CHAN 20223) — Œuvres de Niccolò Paganini, Fritz Kreisler, John Corigliano, Gioachino Rossini, Alfred Schnittke et Karol Szymanowski.

### Enregistrements avecIl Cannone
- Regina Carter, Paganini: After a Dream  (11-13 novembre 2002, Verve Records) (OCLC 52305249)
- Paganini, Concertos pour violon, Adagio (inédit) - Orchestre du théâtre Carolo Felice de Gênes ; Massimo Quarta, violon et direction (1999/2002, 3CD Dynamic CDS450/1-4)[14] (OCLC 705328249)

### Note
1. ↑  La lettre est envoyée à Luigi Germi, impresario et conseiller de Niccolò Paganini.
2. ↑  La longueur entre le haut de la table d'harmonie et le chevalet pour les Guarnerius est générlaement comrpise entre 19,1 et 19,2 centimètres.
3. ↑  Selon les versions, les violons de Niccolò Paganini étaient en réparation chez des luthiers ou bien le soliste les avaient perdu après avoir contracté des dettes de jeux.
4. ↑  Les conditions pour le voyage de l'instrument sont onéreuses et contraignantes : un contrat d'assurance de plusieurs millions de dollars ainsi qu'une escorte de l'armée italienne et d'agents de police.